# 앞선입자
물리학에서 앞선 입자 또는 프리온(preon)은 현재 기본입자로 알려진 쿼크, 렙톤, 무게 있는 게이지 보존을 기본입자가 아닌 결합체로 볼 때, 이를 구성하는 가상의 입자를 일컫는다.
모델에 따라 2~6개의 기본 앞선 입자들을 가지고 현재 관측되는 쿼크와 렙톤의 물리량(양자수)을 어느 정도 설명할 수 있다.
그러나 아직까지 받아들여지고 있는 프레온 모델은 없다.

## 목표
입자 물리학의 표준 모형에 의하면 현재까지 알려진 기본 입자는 물질
입자로 쿼크와 렙톤, 그리고 힘을 매개하는 입자로 SU(3)xSU(2)xU(1) 군의
게이지 보존이다.
- 쿼크는 6개의 맛깔(flavor)이 있고, 각각의 맛깔에 대해 3개의 색깔을 띤다. 그러나 더 정확히는 왼쪽과 오른쪽 카이랄을 띠는 쿼크로 또 분류할 수 있기 때문에 모두 합하여 6x3x2 = 36개가 있다고 볼 수 있다.
- 렙톤 역시 6개의 향이 있고 이들은 3개의 전자(전자, 뮤온, 타우온)와 3개의 뉴트리노가 있다. 왼쪽과 오른쪽 카이랄을 고려할 때, 전자들만 양쪽 카이랄이 있기 때문에 모두 합하여 6x3+3x3 = 27개가 있다.

따라서 물질을 이르는 쿼크와 렙톤은 모두 45개이다. 이 관점에서 볼 때, 기본입자의 개수는 상당히 많다고 볼 수 있으며, 이들을 더 단순한 기본 입자로 설명하는 것이 프레온의 목표이다. 모델에 따라 2개에서 6개까지의 프레온이 이들 모두를 설명한다고 본다.
프리온 모델을 결정하는 데에는, 관찰되는 쿼크와 렙톤의 양자수를 설명할 수 있는 가능성이 중요하게 작용된다.
어떤 입자의 양자수는 표준모형의 전하와(색깔, 전기 전하 등), 스핀, 질량 등이 있다. 기본입자의 스핀은 기본입자의 고유한 성질이지만, 기본입자들의 조합으로 유도된 입자는 전체 각운동량의 합이 유도입자의 스핀이 된다. 산소 원자의 스핀은 0이며, 세슘 원자의 스핀은 1(플랑크 상수의 단위로)인데, 이들을 이루고 있는 양성자(스핀 1/2)와 중성자(스핀 1/2)의 스핀들의 조합으로 이루어진다. 마찬가지로 스핀 1/2인 입자와 스핀 0인 입자가 결합하면 각운동량이 1/2이 되며, 스핀 1/2인 입자 3개가 결합할 경우, 전체 스핀은 1/2이나 3/2가 될 수 있다.

## 특징
- 쿼크와 렙톤의 3개의 세대를 설명한다. 앞선입자들의 조합은 한정되어 있기 때문에 유한한 개수의 반복된 쿼크와 렙톤을 얻을 수 있다. 그러나 많은 경우, 더 많은 불규칙한 세대를 예측하기도 하며, 단지 불규칙하지만 보이지 않는 세대는 무겁기 때문에 보이지 않는다고 설명한다.
- 약한 상호작용을 매개하는 W와 Z보존을 앞선입자들의 조합으로 설명한다.
  - 따라서 이들이 매개하는 약한 상호작용은 SU(2)군에 기반한 게이지 힘일 필요가 없다.
  - 힉스 입자가 존재할 필요가 없다.

## 리숀
하라리(Harari)와 슈페(Shupe)가 1979년 제창한 모델이다. 프레온
모델에서 가장 널리 알려진 모델이다. 두 개의 페르미온이 있으며, 이들은
모두 색깔 그룹인 SU(3)의 3을 이룬다.

## 듀네-프레드릭손-한손 모델
90년대 말 이후로 지금까지 연구되고 있는 모델은 듀네(Dugne), 프레드릭손(Fredriksson), 한손(Hansson)등이 연구하고 있는 3개의 프레온 모델이다. 이들을 소위 삼위일체(trinity)모형이라고도 부른다.
이들은 기본 입자로 3개의 프레온 {\displaystyle \alpha ,\beta ,\delta }를 상정한다. 이들은 모두 표준 모형의 색깔 그룹인 SU(3)의 3를 이루며, 어떤 다른 초색상에 의해 결합하는 스핀 1/2인 페르미온이다. SU(3)에서는 두개의 3이 반대칭으로(antisymmetric) 텐서결합하면 3*이 되므로, 색깔에 대해서는 반 앞선입자와 같으나, 전기 전하는 두 앞선입자의 합이며, 스핀은 0이 된다.

## 비판
프레온 모델들은 아직까지 다음과 같은 질문에 대답하지 못한다.
- 기본 프레온들이 어떻게 결합하는가. 이들을 묶는 초색깔(hypercolor)은 어떤 성질을 갖는가.
- 미리입자의 조합은 쿼크와 렙톤의 물리량(양자수)을 거의 잘 나타내지만, 일반적으로 쿼크와 렙톤 말고도 다른 입자들을 예측한다. 왜 프레온의 어떤 결합체만 관측되고, 다른 결합체는 관측되지 않는가.
- 쿼크와 렙톤 등이 가벼우면서도 작게 만들어야 하는데, 불확정성 원리에 의하면 작게 만들기 힘들다.[1] 아울러 이들에게 질량을 어떻게 주는가.
- 어떤 동역학(dynamics)를 갖는가.
- 과연 프레온이 더 간단한가.